# El-Lahoun
El-Lahoun (en arabe اللاهون al-Lāhūn, souvent écrit Illahoun) est un village d'Égypte dans le Fayoum, à mi-chemin du Bahr Yusuf (canal Joseph) et de la ville de Médinet el-Fayoum, à environ 90 km au sud du Caire.
Durant le Moyen Empire, il y aurait peut-être eu un culte dédié au dieu chacal Anubis.

## La nécropole antique
Environ trois kilomètres au nord d'el-Lahoun se trouve une ancienne nécropole du Moyen Empire, avec les restes de la pyramide de Sésostris II. Une découverte importante a été la tombe de la princesse Sit-Hathor-Iounet dont les bijoux en or sont aujourd'hui dans les musées du Caire et de New York.

### La ville de Sésostris

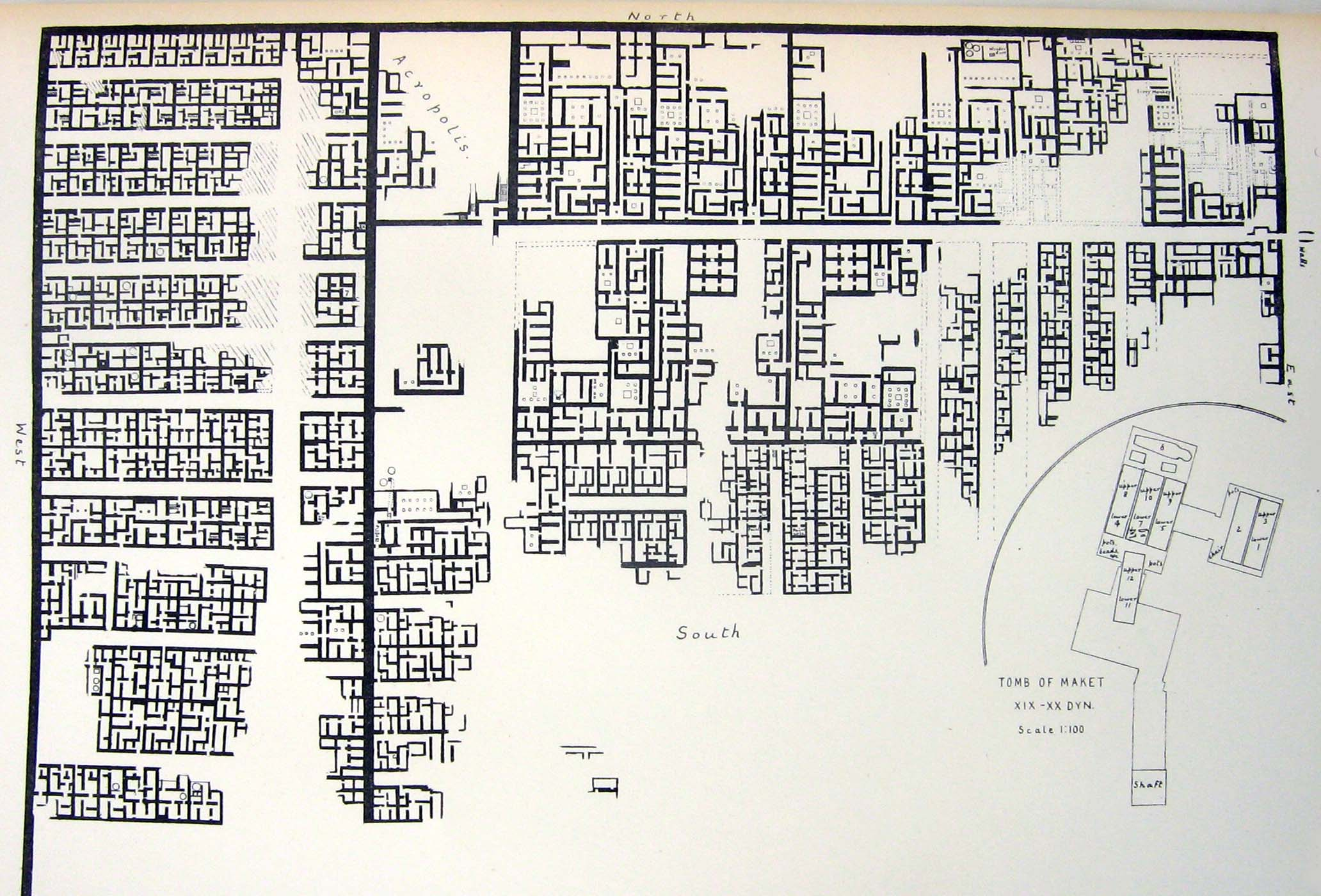
Plan de la ville de la pyramide de Sésostris II,par William Matthew Flinders Petrie

La ville antique de Sésostris est un peu au nord d'el-Lahoun. Lors de sa découverte, Flinders Petrie a appelé ce lieu Kahun (Kahoun), mais ce terme repose sur une erreur d'audition de Petrie.
Près du temple de Sésostris II, sa pyramide située à l'est de la ville a servi de modèle, par exemple pour la construction de la pyramide de Hawara. Dans les ruines ont été découverts des papyri mathématiques, des textes littéraires et médicaux, ainsi que des actes de police, des lettres et des factures.